# Geoff Huegill
Geoff Huegill (n. 4 martie 1979, Gove Peninsula⁠(d), Teritoriul de Nord, Australia) este un înotător ce a reprezentat Australia, medaliat olimpic. A participat la 2 ediții ale Jocurilor Olimpice (2000, 2004) în care a câștigat două medalii de argint și o medalie de bronz.